# 張邦教 (正德進士)
張邦教（1496年—？），字以寬，號歷田，山西平陽府蒲州人，民籍，明朝政治人物。

## 生平
山西鄉試第十三名舉人。正德十二年（1517年）中式丁丑科會試第二百十三名，登第三甲第三十名進士。工部观政，授庐州府推官，升宁国府同知，擢刑部广东司员外郎，嘉靖九年（1530年）五月升陕西按察司佥事，十二年七月升河南布政使司左参议，遷山东临清兵备副使，进陕西布政司参政、按察司按察使。著有《四书井观录》、《尚书井观录》。

## 家族
曾祖張昇；祖父張䨞；父張凝，曾任訓導。母王氏。